# Cầu Ba Son
Cầu Ba Son là cây cầu dây văng bắc qua sông Sài Gòn, nối Quận 1 với thành phố Thủ Đức tại Thành phố Hồ Chí Minh, Việt Nam.
Cầu được khởi công xây dựng vào đầu năm 2015, tuy nhiên đến tháng 4 năm 2022 mới hoàn thành đưa vào sử dụng. Ban đầu cầu có tên là cầu Thủ Thiêm 2, tuy nhiên vào ngày 9 tháng 12 năm 2022, Hội đồng nhân dân Thành phố Hồ Chí Minh quyết định đặt tên mới là cầu Ba Son, theo tên của xưởng đóng tàu Ba Son xưa.

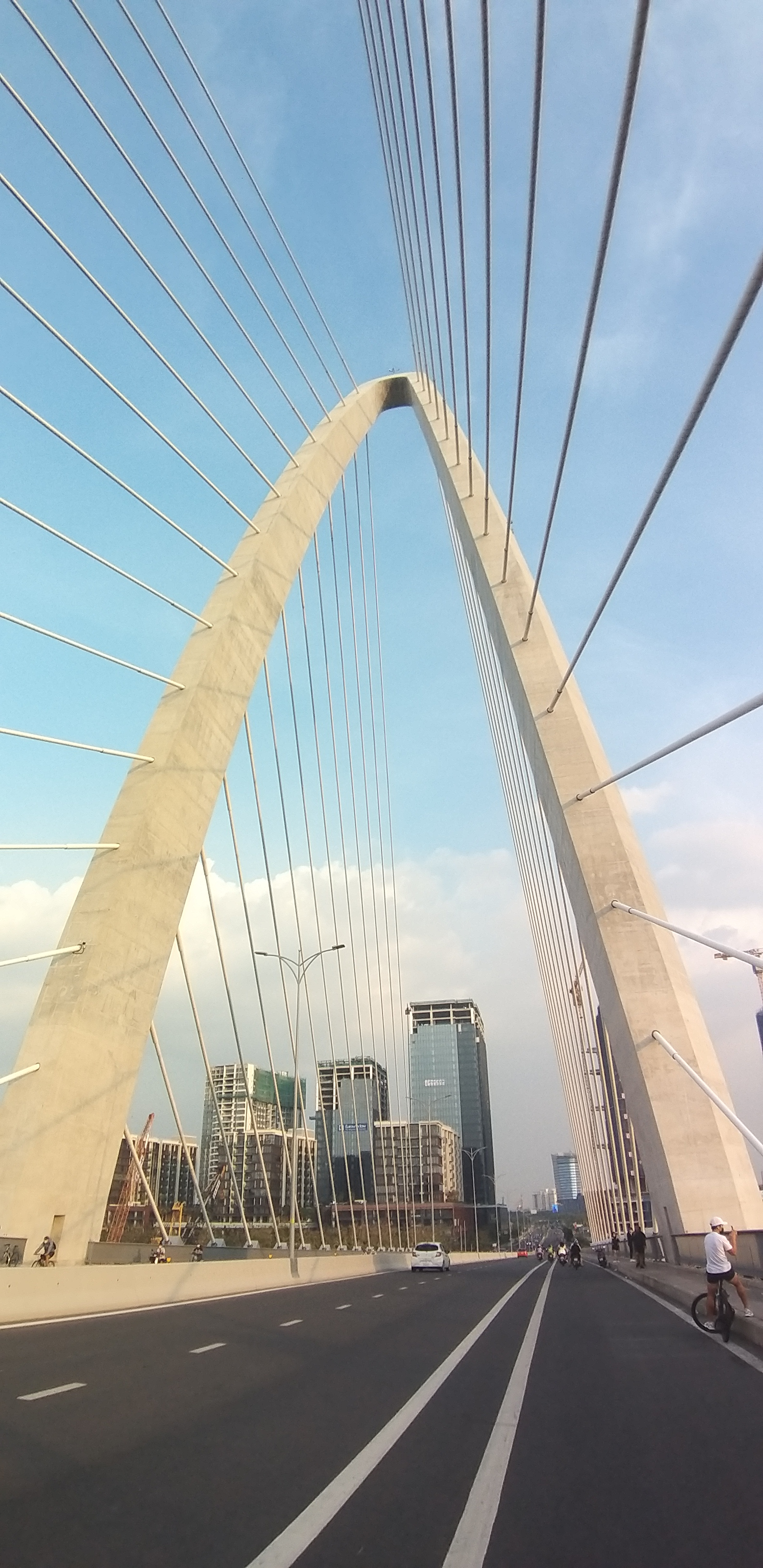
Tháp dây văng của cầu Ba Son nhìn từ phía Quận 1

## Thiết kế

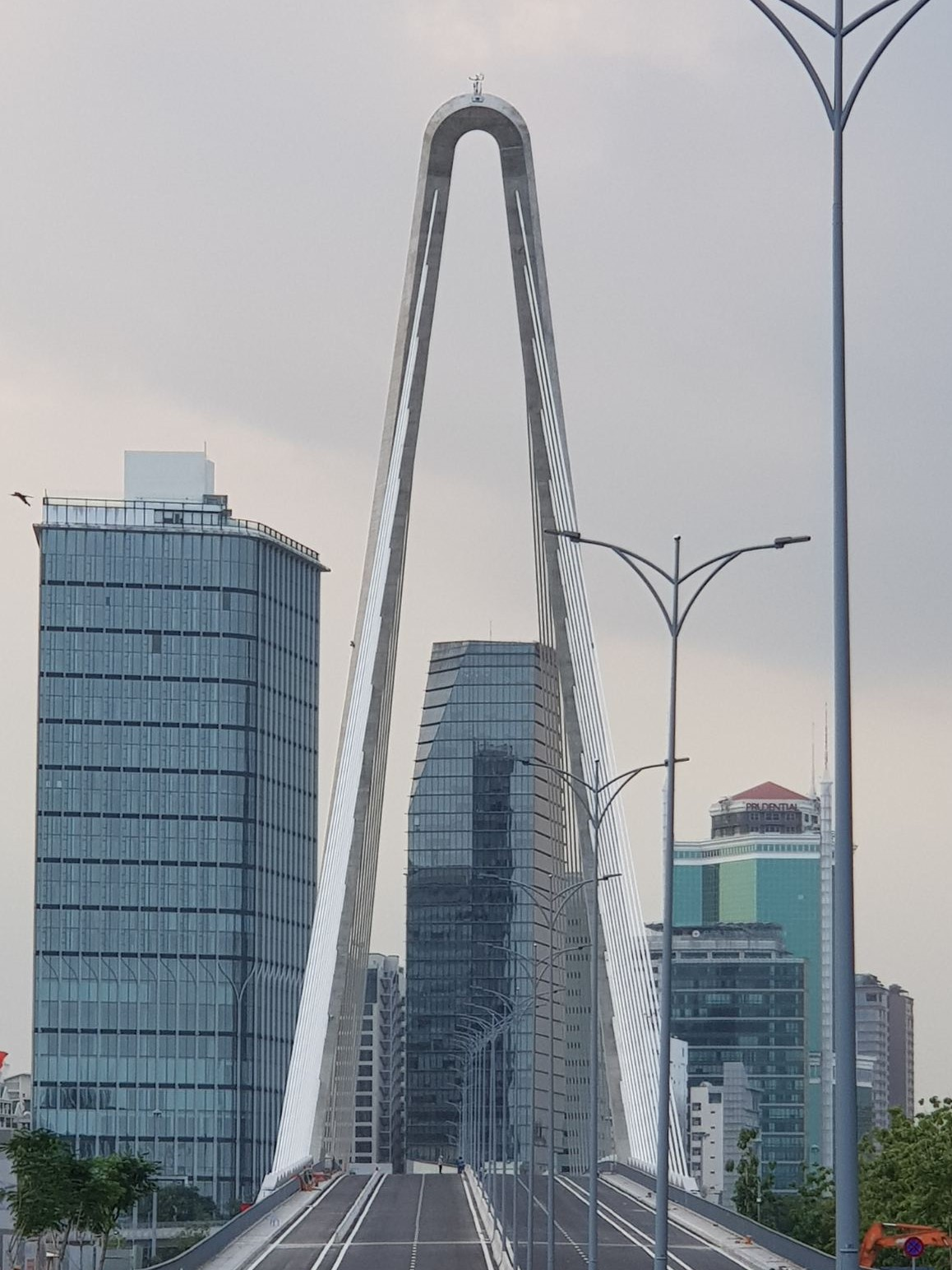
Tháp dây văng của cầu Ba Son nhìn từ phía thành phố Thủ Đức

Công trình có tổng chiều dài 1.465 m, trong đó phần cầu dài 885,7 m. Nhịp chính có thiết kế dây văng bất đối xứng, với trụ tháp hình vòm cao 113 m nghiêng về phía Thủ Thiêm, thành phố Thủ Đức, bề mặt được đỡ bằng 56 bó cáp dây văng. Cầu có quy mô 6 làn xe, trong đó có 4 làn ôtô và 2 làn xe hỗn hợp.
Đường dẫn cầu ở phía Quận 1 chia thành ba nhánh: nhánh chính trên đường Tôn Đức Thắng dài 437 m, rộng 17,5 m với 4 làn xe vượt qua giao lộ Nguyễn Hữu Cảnh – Lê Thánh Tôn và kết nối với giao lộ Lê Duẩn – Tôn Đức Thắng; nhánh N1 dài 195,5 m cho hai làn xe chạy từ Quận 1 sang thành phố Thủ Đức, bắt đầu từ Công trường Mê Linh, chạy dọc đường Tôn Đức Thắng cặp theo sông Sài Gòn kết nối vào cầu chính; nhánh N2 dài 192,7 m cho hai làn xe chạy từ thành phố Thủ Đức sang Quận 1, chạy dọc theo cầu dẫn nhánh chính phía Quận 1 kết nối xuống đường Tôn Đức Thắng trước nút giao Nguyễn Hữu Cảnh – Lê Thánh Tôn và Tôn Đức Thắng. Đường dẫn phía thành phố Thủ Đức dài 140 m, rộng 36,2 m, kết nối vào Đại lộ Trần Bạch Đằng thuộc Khu đô thị mới Thủ Thiêm.

## Thi công
Cầu Thủ Thiêm 2 được khởi công xây dựng vào ngày 3 tháng 2 năm 2015, với tổng mức đầu tư 4.260 tỷ đồng do Công ty cổ phần đầu tư địa ốc Đại Quang Minh làm chủ đầu tư theo hợp đồng BT (xây dựng - chuyển giao). Thành phố thanh toán cho nhà đầu tư 13,6 ha đất trong khu đô thị mới Thủ Thiêm để triển khai dự án khác đồng thời với dự án BT. Theo cơ chế này, kinh phí đầu tư cầu Thủ Thiêm 2 sau đó giảm xuống còn 3.082 tỷ đồng.

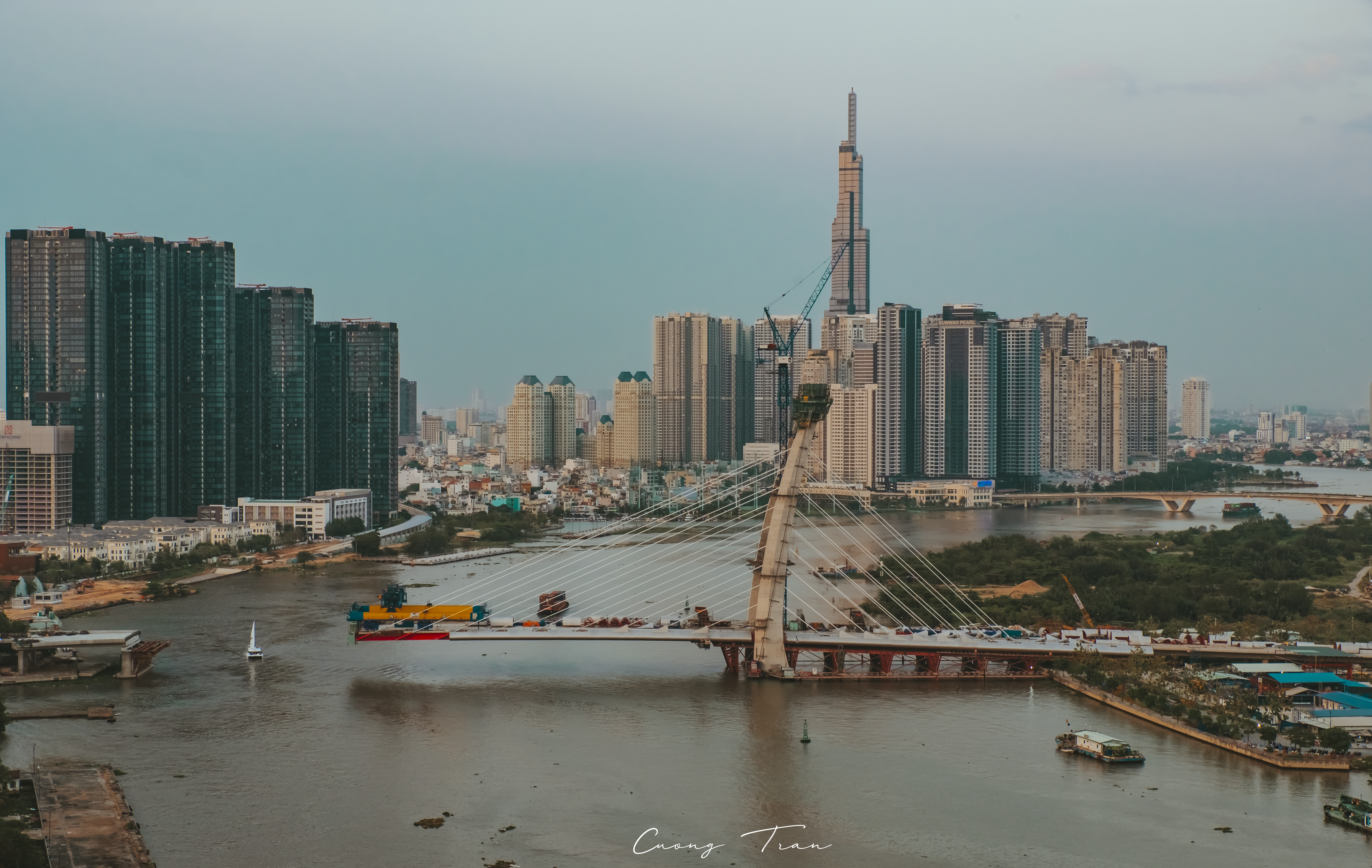
Cầu Ba Son trong quá trình thi công vào tháng 3 năm 2021

Theo kế hoạch ban đầu, cây cầu này dự kiến sẽ hoàn thành vào ngày 30 tháng 4 năm 2018. Tuy nhiên, do thiếu vốn và vướng giải phóng mặt bằng phía Quận 1 nên cầu bị chậm tiến độ, có thời gian phải tạm dừng thi công.

Sau nhiều lần lùi thời gian hoàn thành, cầu được hợp long vào ngày 2 tháng 9 năm 2021 và chính thức thông xe vào ngày 28 tháng 4 năm 2022.

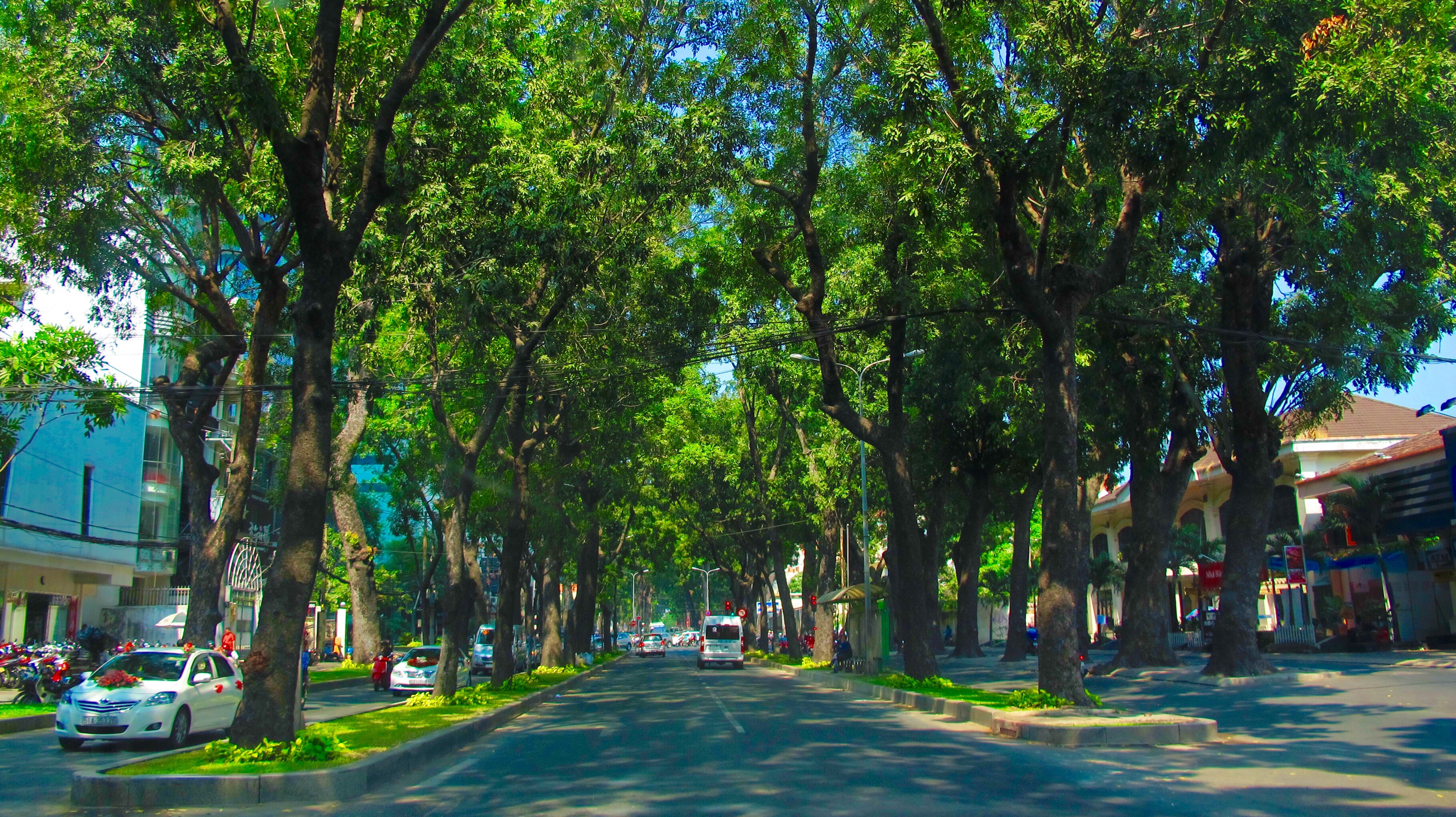
Hàng cây cổ thụ trăm tuổi trên đường Tôn Đức Thắng trước khi xây dựng cầu Ba Son. Việc di dời, đốn hạ hơn 200 cây để triển khai dự án đã từng vấp phải sự phản đối của nhiều chuyên gia và người dân.

Cuối năm 2024, cầu Ba Son được Công ty Đại Quang Minh lắp đặt hệ thống chiếu sáng mỹ thuật về đêm.